# كريس هاولاند
كريس هولاند (Chris Howland) أو جون كريستوفر هاولاند (و. 30 يوليو 1928 في لندن-30 نوفمبر2013) كان مغني وممثل ومذيع أخبار ومؤلف ومشرف تلفزيوني بريطاني.

## حياته
ترعرع هاولاند في جنوب بريطانيا، تعلم مهنة تربية النحل. كان والده محررا معروفا في هيئة الإذاعة البريطانية، بعد الحرب العالمية الثانية أصبح يعمل مع محطة إذاعة في الجيش البريطاني، ثم ذهب عام 1946 إلى هامبورغ بألمانيا للعمل كمحرر، وهناك أصبح مذيع ورئيس قسم الموسيقى التابع للإذاعة.
عمل في إذاعة شمال غرب ألمانيا التي يختصر اسمها (NWDR) قبل عام 1952 وكان يعمل هناك كديسك جوكي. ابتداءً من عام 1953 قدم برنامج اسمه «إيقاعات العالم» أبرز من خلالها الجديد في ساحة الموسيقى العالمية، ولعل لكنته البريطانية وصوته المميز ساعداه للانتشار بسرعة في أوساط مستمعي الإذاعة. في عام 1959 سافر مرة أخرى إلى بريطانيا إلى غاية عام 1961 أين رجع من جديد إلى ألمانيا وأصبح مسؤولا على برنامج تلفزيوني اسمه موسيقى من أستوديو ب كما كان أيضا عام 1961 منشطا لبرنامج عنوانه «احذر الكاميرا» وكانت تلك النسخة الألمانية مأخوذة من الحصة البريطانية التي كانت تسمى «الكاميرا المخفية».
لم يكن عام 1953 بالنسبة له عاما جيدا فيما يخص مشواره المهني، لكنه نجح من خلال ظهور نجمه التجاري مع النسخة الألمانية لأغنية «وداع ياباني» من تأليف كاي سي جونز.
في عام 1970 ترك كريس هاولاند ألمانيا من جديد لانشغاله بفندقه في مايوركا وبقي هناك إلى غاية عام 1975 أين عاد ثانية إلى ألمانيا ليشرف على البث الإذاعي والتلفزيوني.
عاش كريس هاولاند لسنوات طويلة في روزراته بالقرب من كولونيا أين قدم بين الفينة والأخرى برنامج موسيقي مع أعماله القديمة الناجحة، كما أشرف أيضا في إذاعة غرب ألمانيا في كولونيا على برنامج موسيقي قديم «ألعاب مع الأسطوانات».

## البث التلفزيوني
- 1961 - موسيقى من أستوديو ب
- 1961 - انتبه كاميرا
- 1975 - ذكريات، ذكريات
- 1982 - كريس هاولاند يعرض التفوق، من موسوعة جينيس للأرقام القياسية
- 1991 - انتبه كاميرا، طبعة جديدة لدى سات.1
- 1993 - قُبَل تحت قوس قزح
- 2007 - النكت المسائية الكبرى (2 أجزاء)

## تصوير سينمائي
عمل هاولاند في ما يقارب 30 فيلما.
- 1954 - كرة الأمم
- 1955 - القائد والثيران
- 1957 - أرمل مع خمس بنات
- 1959 - ألف نجمة تلمع
- 1959 - البحر الأزرق وأنت
- 1961 - تريد حلوتي يوم الأحد الإبحار معي
- 1961 - سر الحقيبة السوداء
- 1962 - ارقص معي في الصباح
- 1962 - النمر الأسود لراتانا
- 1963 - العنكبوت الأبيض

## وصلات خارجية
- كريس هاولاند على موقع IMDb (الإنجليزية)
- كريس هاولاند على موقع مونزينجر (الألمانية)
- كريس هاولاند على موقع ألو سيني (الفرنسية)
- كريس هاولاند على موقع ميوزك برينز (الإنجليزية)
- كريس هاولاند على موقع أول موفي (الإنجليزية)
- كريس هاولاند على موقع قاعدة بيانات الأفلام السويدية (السويدية)
- كريس هاولاند على موقع ديسكوغز (الإنجليزية)
- كريس هاولاند على موقع قاعدة بيانات الفيلم (الإنجليزية)
- كريس هاولاند على موقع كينوبويسك (الروسية)
- موقع كريس هاولاند